# Salto de esqui nos Jogos Olímpicos de Inverno de 1998
O salto de esqui nos Jogos Olímpicos de Inverno de 1998 consistiu de três eventos realizados no Hakuba Ski Jumping Stadium, em Nagano, no Japão.

## Medalhistas
Masculino
| Evento                           | Ouro                                                                   | Prata                                                                  | Bronze                                                                                   |
| -------------------------------- | ---------------------------------------------------------------------- | ---------------------------------------------------------------------- | ---------------------------------------------------------------------------------------- |
| Pista normal individual detalhes | Jani Soininen FIN Finlândia                                            | Kazuyoshi Funaki JPN Japão                                             | Andreas Widhölzl AUT Áustria                                                             |
| Pista longa individual detalhes  | Kazuyoshi Funaki JPN Japão                                             | Jani Soininen FIN Finlândia                                            | Masahiko Harada JPN Japão                                                                |
| Pista longa por equipes detalhes | Takanobu Okabe Hiroya Saito Masahiko Harada Kazuyoshi Funaki JPN Japão | Sven Hannawald Martin Schmitt Hansjörg Jäkle Dieter Thoma GER Alemanha | Reinhard Schwarzenberger Martin Höllwarth Stefan Horngacher Andreas Widhölzl AUT Áustria |

## Quadro de medalhas
| Ordem | País          | Medalha de ouro | Medalha de prata | Medalha de bronze |   |
| ----- | ------------- | --------------- | ---------------- | ----------------- | - |
| 1     | JPN Japão     | 2               | 1                | 1                 | 4 |
| 2     | FIN Finlândia | 1               | 1                |                   | 2 |
| 3     | GER Alemanha  |                 | 1                |                   | 1 |
| 4     | AUT Áustria   |                 |                  | 2                 | 2 |
| TOTAL | TOTAL         | 3               | 3                | 3                 | 9 |